# الین (کالیفرنیا)
الین، کالیفرنیا (به انگلیسی: Allen, California) یک محدوده ثبت‌نشده در ایالات متحده آمریکا است که در ایالت کالیفرنیا واقع شده‌است.

## خصوصیات
الین ۲٬۴۷۳ متر بالاتر از سطح دریا واقع شده‌است.